# Gaël Clichy
Pour les articles homonymes, voir Clichy (homonymie).
Gaël Clichy, né le 26 juillet 1985 à Toulouse, est un footballeur international français qui évolue au poste de défenseur, des années 2000 à 2020, puis se reconvertit entraîneur.
Après y avoir connu la fin de sa formation, Gaël Clichy débute comme footballeur professionnel à l'AS Cannes en troisième division française, encore mineur. Repéré par plusieurs clubs de première division, Clichy fait le choix de rejoindre le club d'Arsenal FC en Angleterre. Remplaçant les premières années, il fait partie des Invincibles, champions invaincus lors de la saison 2003-04. Devenu titulaire à partir de la saison 2006-07, Clichy est élu meilleur arrière gauche de Premier League en 2007-08 et quitte le club trois ans plus tard. Arrivé à Manchester City en 2011, Clichy y étoffe son palmarès avec notamment deux nouveaux titres de champion mais lutte pour une place de titulaire.

## Biographie

### Jeunesse et formation
D'ascendance martiniquaise, Gaël Clichy commence le football à Tournefeuille, club de la banlieue toulousaine.
Clichy commence le football à l'âge de cinq ans à l'AS Hersoise, club où son père Claude est éducateur. Droitier de nature, son paternel l'oblige très tôt à utiliser son pied gauche pour le mettre dans les meilleures dispositions. Jusqu'à l'âge de onze ans, il porte les couleurs de ce club toulousain.
Puis il rejoint la JS Cugnaux et le sport-étude de Muret pendant une saison, avant de signer pour l'AS Tournefeuille en même temps qu'il intègre le Pôle espoirs de la Ligue de Midi-Pyrénées de football à Castelmaurou.

### Fin de formation à l'AS Cannes
Repéré par plusieurs clubs de l'élite (Auxerre, Bordeaux, Toulouse), Gaël Clichy choisit pourtant de rejoindre l'AS Cannes et son centre de formation alors que le club est rétrogradé en National.
Repéré pour la première fois par Damien Comolli, scout pour Arsenal FC, avec l'équipe de France des moins de 17 ans au championnat d'Europe 2002,, ce dernier est rapidement séduit par son profil, tout comme Arsène Wenger, entraîneur du club londonien.
À l'AS Cannes, il termine sa formation avant de se voir ouvrir les portes de l'équipe première, toujours en National, et ses qualités apparaissent évidentes. Christian Lopez, son entraîneur pendant quelques mois à l'époque, déclare : « On pouvait voir qu'il avait tout de suite les qualités pour évoluer au-dessus. Lors de son année passée à Cannes, il s'est affirmé au fur et à mesure. J'étais persuadé qu'il avait les moyens de faire quelque chose. Avec Julien Faubert, il faisait partie des gamins qui étaient au-dessus des autres ». Il passe trois ans à l'ASC avant d'être sollicité en 2003 par de nombreux clubs français et européens.
En juin 2003, Alain Perrin, alors entraîneur de l'Olympique de Marseille a un intérêt pour Gaël et lui propose un poste de remplaçant, tout comme Arsène Wenger lui propose d’être la doublure d’Ashley Cole. Le surplus de motivation de la part d’Arsenal et une erreur dans l'offre marseillaise font pencher la balance du côté londonien. Arsène Wenger se déplace en personne pour faire signer son contrat au jeune joueur. Fin juin 2003, dans un petit pavillon de Tournefeuille, le manager général d'Arsenal se présente au domicile de la famille Clichy pour proposer au jeune Gaël, 18 ans, un contrat de cinq ans avec le club londonien, et du temps de jeu promis. Après avoir dû le convaincre qu'il a le niveau pour évoluer au sein des Gunners, Clichy les rejoint pour 345 000 euros.

### Huit ans à Arsenal

#### Doublure d'Ashley Cole

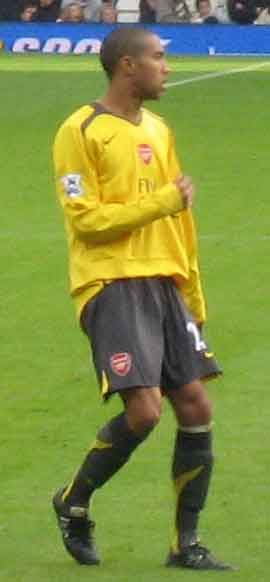
Clichy est titulaire à Arsenal à partir de 2006.

Arsène Wenger tient parole et dès sa première saison outre-Manche, Gaël Clichy fait quelques apparitions sous le maillot rouge à manches blanches frappé du canon, dont la première dès le mois d'octobre, pour un match de Coupe face à Rotherham. Trois mois après son arrivée, il fait ses débuts en championnat à Birmingham City, et huit mois après, il joue en C1 face au Celta de Vigo.
Ses douze apparitions en Premier League lors de la saison 2003-2004 lui permettent de devenir le plus jeune vainqueur du Championnat anglais.
Après avoir patienté dans l'ombre de l'international anglais Ashley Cole, Gaël Clichy explose au grand jour. En octobre 2005, Cole est victime d'une fracture au pied, ce qui permet à Clichy de s'exprimer dans l'équipe première. De plus, les rumeurs de transfert de l'international anglais permettent au Français d'espérer une place de titulaire chez les Gunners. Il fait son retour sur les terrains le 25 avril 2006 lors de la demi-finale de la Ligue des champions face à Villarreal en remplacement de Mathieu Flamini. Il manque la fin de la saison quand sa blessure refait surface et ne peut jouer la finale de la Ligue des champions 2005-2006 contre le FC Barcelone. Mais il est ensuite lui aussi victime de la même blessure que Cole. Malgré une saison 2005-2006 perturbée par une blessure au pied et une opération en mai 2006, le Toulousain revient sur le devant de la scène, le départ de Cole aidant.

#### Titulaire reconnu
Après quatre saisons à Londres, Gaël Clichy devient une valeur sûre en défense. Il entame sa cinquième saison sous le maillot d'Arsenal et son numéro 22 est l'un des favoris du public de l'Emirates. Il fait oublier Ashley Cole dont il assure la succession.

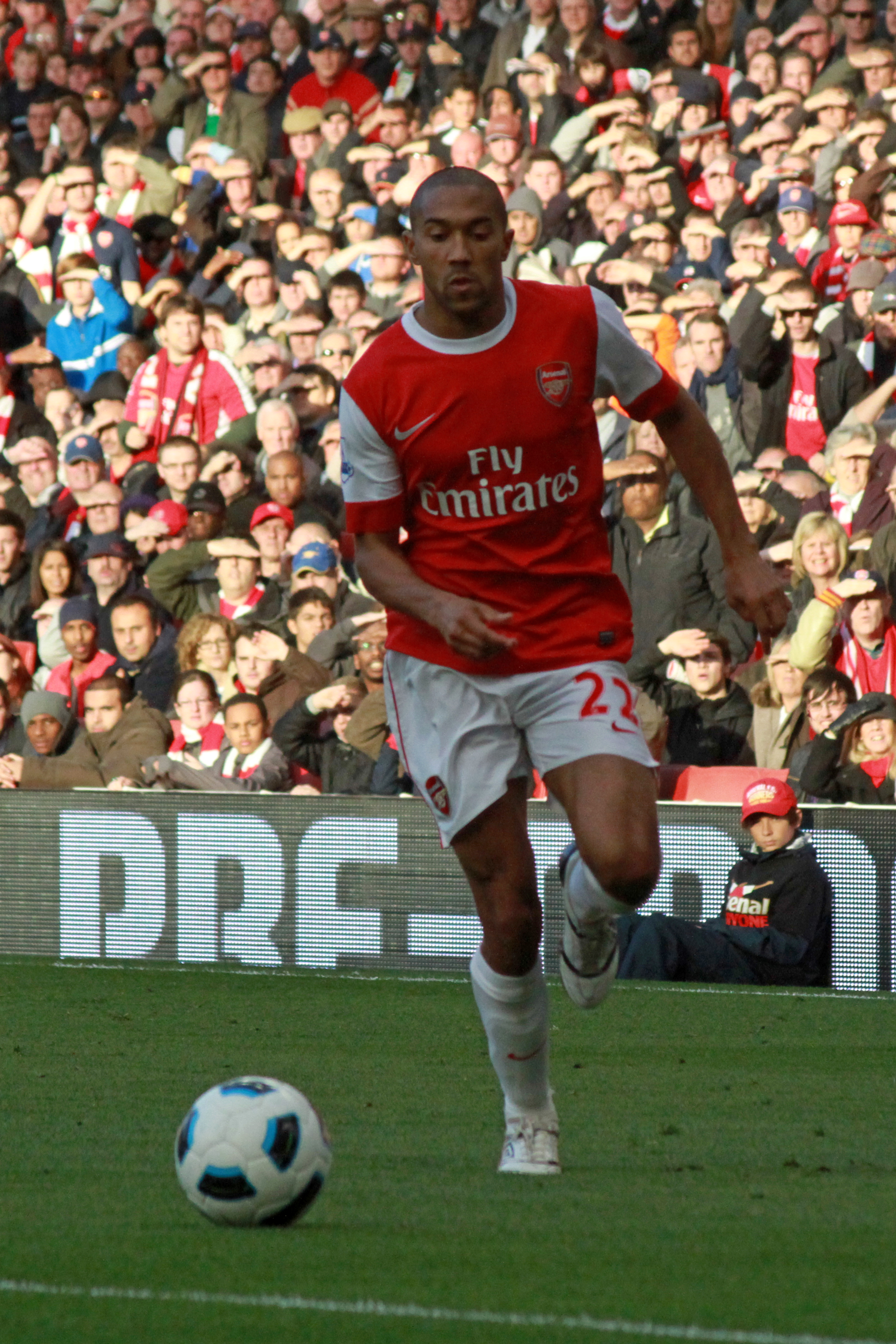
Clichy avec Arsenal en novembre 2010.

Au terme de la saison 2007-2008, sa plus aboutie en Premier League avec 38 matchs, il est élu meilleur latéral gauche par ses pairs.
Sa progression se révèle manifeste. Mais frustré par le manque de titre avec les Gunners au fil des années, il veut partir. L'Italie lui fait une cour assidue, l'Espagne les yeux doux et l'Allemagne dégaine ses plus beaux arguments. En vain, durant l'été 2011, à l'instar de son compatriote Samir Nasri, il choisit de rejoindre Manchester City, après huit saisons et 264 matchs avec le club londonien.

### Titré avec Manchester City

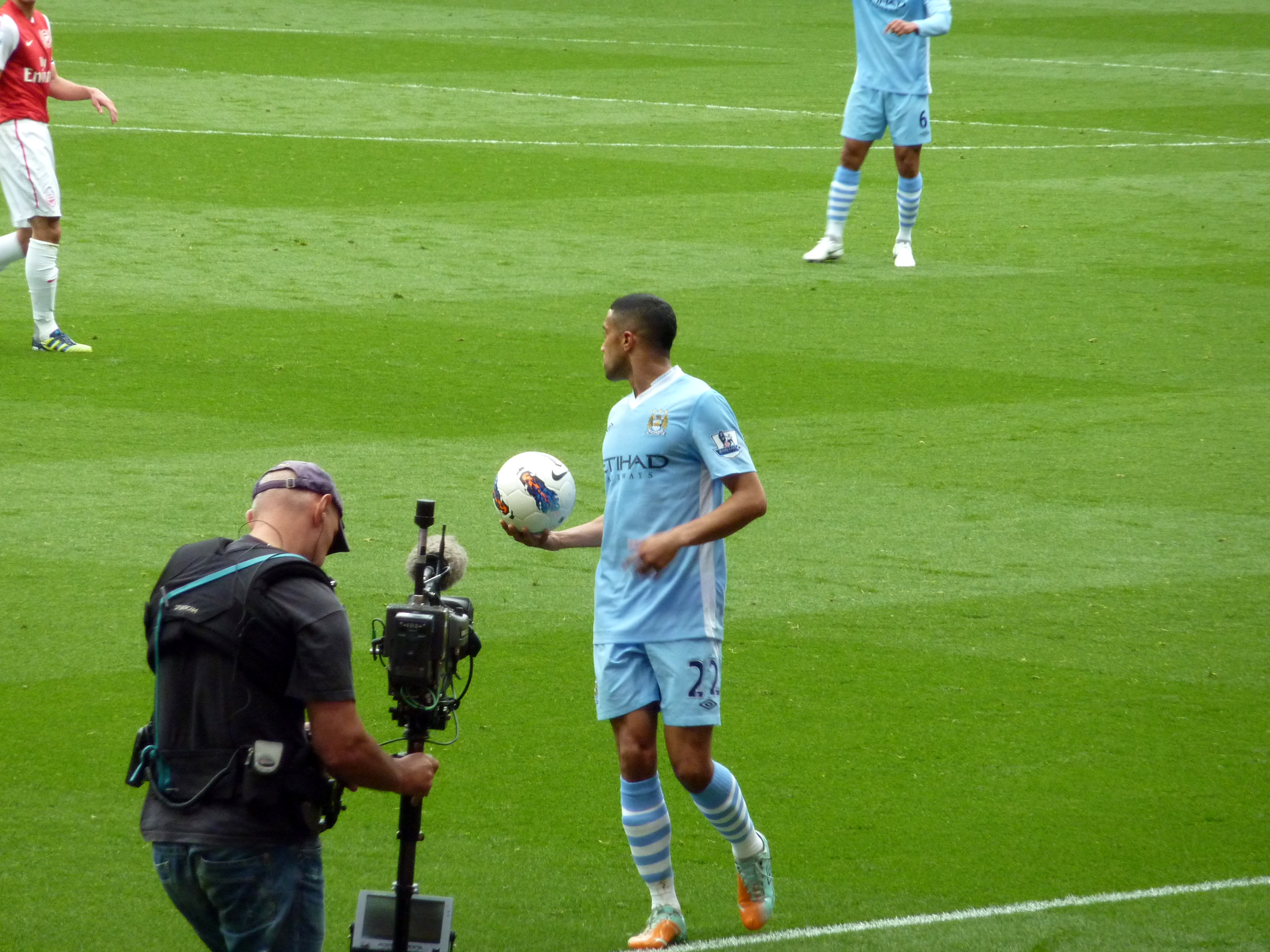
Clichy avec City contre Arsenal en avril 2012.

Le 4 juillet 2011, Clichy signe un contrat de quatre ans en faveur de Manchester City, le montant de la transaction n'étant pas révélé par les deux parties ; il se situerait autour de 8 millions d'euros.
Chez les Citizens, il prend le temps d'étoffer son palmarès avec deux titres de champion (2012 et 2014) et une Coupe de la Ligue (2014). En revanche, il ne donne pas l'impression de se rendre indispensable. Même s'il a plus joué que son concurrent direct Aleksandar Kolarov depuis son arrivée et qu'il offre plus de garanties défensives, l'ancien Cannois souffre d'un manque de crédibilité.
Après six années passées à Manchester City, Gael Clichy quitte le club des Citizens. Le Français a glané deux titres de Champions d’Angleterre et deux League Cup. Le joueur de 30 ans a joué plus de 200 matches et a marqué trois buts.

### İstanbul Başakşehir FK (2017-2020)
Le 7 juillet 2017, il s'engage avec İstanbul Başakşehir FK. En dépit d'un titre de champion de Turquie, le latéral gauche n'est pas prolongé au terme de la saison 2019-2020. 

### Servette FC (2020-2023)
Après s'être entraîné avec Thonon Evian Grand Genève FC, le latéral gauche s'entretient avec le Servette FC. Il y paraphe un contrat de 18 mois le 2 décembre 2020. Il y retrouve Philippe Senderos, directeur des opérations sportives du club, qu'il a côtoyé en tant que joueur à Arsenal.
En juillet 2022, il prolonge son contrat d'une saison, soit jusqu'en 2023. En mai 2023, il marque un but depuis le rond central face au FC Sion (victoire du Servette 5-0).
En juin 2023, il est annoncé qu'il quitte le club à la fin de la saison.

### En équipe nationale (2008-2013)

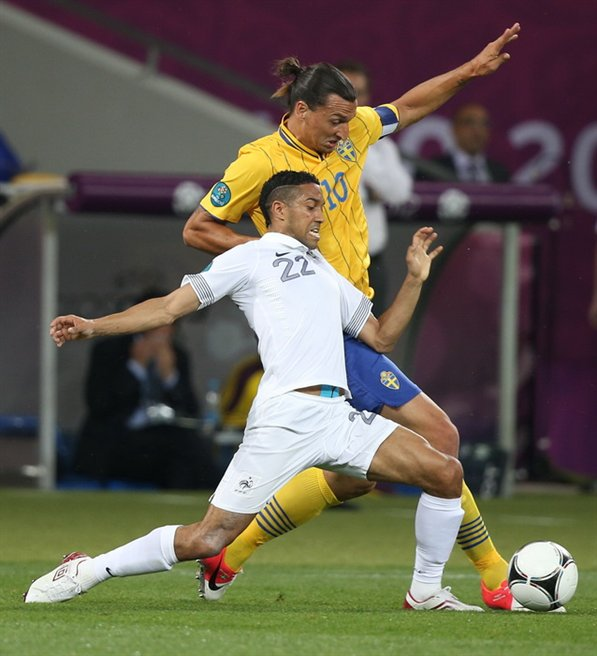
Clichy contre Zlatan Ibrahimović lors de l'Euro 2012.

Les « Bleuets » de la génération 1983-1984 disputent le championnat d'Europe espoirs 2006. Ils comptent notamment dans leurs rangs Rio Mavuba, Jérémy Toulalan, Franck Ribéry, Lassana Diarra, Clichy ou encore Bacary Sagna. L'équipe de France atteint les demi-finales en battant le Portugal, l'Allemagne et la Serbie. Malgré des buts de Julien Faubert et Bryan Bergougnoux, les « Bleuets » sont éliminés par les Pays-Bas sur le score de 3-2 après prolongations. Les Néerlandais s'imposent ensuite en finale face à l'Ukraine.
Le 31 janvier 2008, Raymond Domenech convoque Gaël Clichy pour la première fois en équipe de France. Le 10 septembre de la même année, il honore sa première sélection face à la Serbie (victoire 2-1) pour le second match comptant pour les qualifications de la Coupe du monde 2010. Il fait d'ailleurs partie de la liste des joueurs participant à ce Mondial en Afrique du Sud.
En 2012, il fait partie des joueurs sélectionnés par Laurent Blanc pour disputer l'Euro 2012 en Pologne et en Ukraine. Jamais sous le maillot des Bleus, l'international tricolore ne marque de son empreinte. Même lorsque Blanc tente de l'installer au poste d'arrière gauche à l'Euro 2012. Remplaçant lors du premier match contre l'Angleterre, il dispute l'intégralité des matches du tournoi contre l'Ukraine et la Suède au premier tour, Très peu en vue en quart de finale du Championnat d'Europe, les Bleus perdent contre l'Espagne (2-0).
Mis sur le banc par Didier Deschamps depuis son arrivée à la tête de l’équipe de France il est redevenu simple doublure de Patrice Évra, le joueur formé à l’AS Cannes vit assez mal la situation, lui qui était parvenu à s’imposer sous les ordres de Laurent Blanc. Il a regardé depuis le banc les matches contre l’Italie, l’Allemagne et la double confrontation face à l’Espagne en éliminatoires de la Coupe du monde 2014.
L'intronisation de Didier Deschamps assombri son avenir tricolore, préférant Patrice Évra ainsi que Lucas Digne. Le Citizen, dont la dernière sélection remonte alors à octobre 2013 contre l'Australie en amical, n'est pas du voyage pour la Coupe du monde au Brésil.
Malgré ses bonnes performances en club de l'année 2015-2016, notamment en Ligue des champions avec Manchester City, il ne sera pas appelé en vue de l'Euro 2016. Gaël Clichy fait face à une grosse concurrence depuis 2014 au poste d'arrière gauche. Pas performant pour le sélectionneur, pour Clichy, c’est la fin de l’histoire avec les Bleus.

### Carrière d'entraîneur
En août 2023, il est nommé entraîneur-adjoint de son ancien coéquipier Thierry Henry à la tête de l'équipe de France espoirs et de l'équipe de France olympique.

## Style de jeu

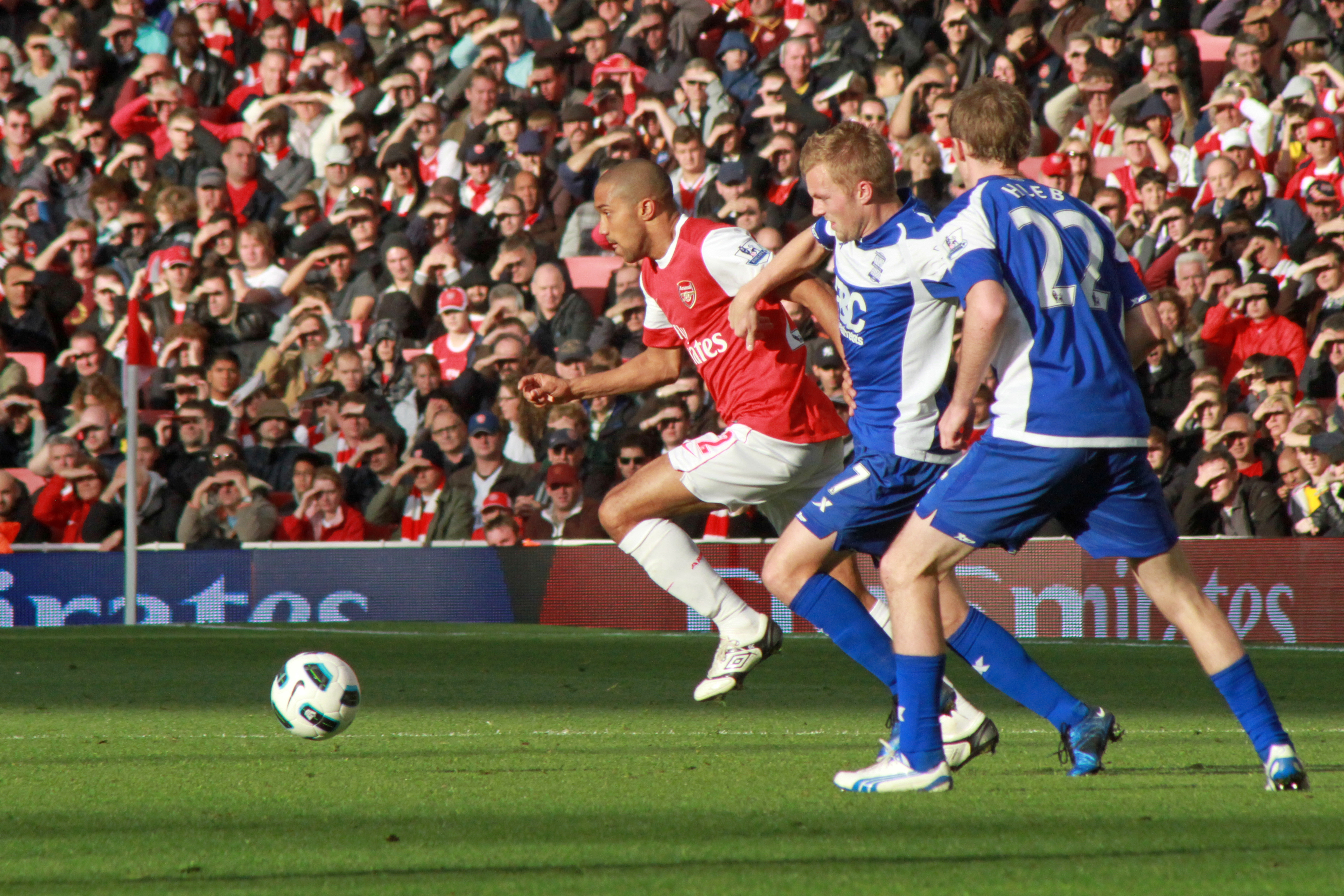
Gaël Clichy se sert de sa vitesse pour mettre ses adversaires en difficulté.

Son style offensif, son engagement permanent, l'énergie qu'il déploie 90 minutes durant ont vite fait de séduire le public anglais.
Celui qui a pour référence Roberto Carlos est un joueur discret, sérieux et à l'écoute de tout ce qu'on peut lui dire. 
L'ancien Cannois souffre d'un manque de crédibilité. La faute, selon certains, à son refus de se mettre en avant. « C'était un jeune joueur discret, sérieux et à l'écoute de tout ce qu'on pouvait lui dire. Il avait ce côté timide, introverti », étaye Pascal Cygan, son ex-coéquipier à Arsenal.

## Statistiques

### Générales par saison
| Saison                | Club                   | Championnat           | Championnat | Championnat | Championnat | Coupe nationale | Coupe nationale | Coupe nationale | Coupe de la Ligue | Coupe de la Ligue | Coupe de la Ligue | Supercoupe | Supercoupe | Supercoupe | Compétition(s) continentale(s) | Compétition(s) continentale(s) | Compétition(s) continentale(s) | Compétition(s) continentale(s) | France | France | France | Total | Total | Total |
| Saison                | Club                   | Division              | M.          | B.          | P.d.        | M.              | B.              | P.d.            | M.                | B.                | P.d.              | M.         | B.         | P.d.       | Comp.                          | M.                             | B.                             | P.d.                           | M.     | B.     | P.d.   | M.    | B.    | P.d.  |
| 2002-2003             | AS Cannes              | National              | 15          | 0           | 2           | -               | -               | -               | -                 | -                 | -                 | -          | -          | -          | -                              | -                              | -                              | -                              | -      | -      | -      | 15    | 0     | 2     |
| 2003-2004             | Arsenal FC             | Premier League        | 12          | 0           | 0           | 1               | 0               | 0               | 8                 | 0                 | 0                 | -          | -          | -          | C1                             | 1                              | 0                              | 0                              | -      | -      | -      | 22    | 0     | 0     |
| 2004-2005             | Arsenal FC             | Premier League        | 15          | 0           | 0           | 5               | 0               | 0               | 1                 | 0                 | 0                 | 1          | 0          | 0          | C1                             | 2                              | 0                              | 0                              | -      | -      | -      | 24    | 0     | 0     |
| 2005-2006             | Arsenal FC             | Premier League        | 7           | 0           | 0           | -               | -               | -               | -                 | -                 | -                 | -          | -          | -          | C1                             | 4                              | 0                              | 0                              | -      | -      | -      | 11    | 0     | 0     |
| 2006-2007             | Arsenal FC             | Premier League        | 27          | 0           | 1           | 5               | 0               | 0               | 2                 | 0                 | 0                 | -          | -          | -          | C1                             | 6                              | 0                              | 0                              | -      | -      | -      | 40    | 0     | 1     |
| 2007-2008             | Arsenal FC             | Premier League        | 38          | 0           | 6           | 1               | 0               | 0               | -                 | -                 | -                 | -          | -          | -          | C1                             | 10                             | 0                              | 0                              | -      | -      | -      | 49    | 0     | 6     |
| 2008-2009             | Arsenal FC             | Premier League        | 31          | 1           | 0           | -               | -               | -               | -                 | -                 | -                 | -          | -          | -          | C1                             | 10                             | 0                              | 0                              | 2      | 0      | 0      | 43    | 1     | 0     |
| 2009-2010             | Arsenal FC             | Premier League        | 24          | 0           | 1           | -               | -               | -               | -                 | -                 | -                 | -          | -          | -          | C1                             | 9                              | 0                              | 0                              | 3      | 0      | 0      | 36    | 0     | 1     |
| 2010-2011             | Arsenal FC             | Premier League        | 33          | 0           | 1           | 2               | 1               | 0               | 3                 | 0                 | 0                 | -          | -          | -          | C1                             | 6                              | 0                              | 1                              | 5      | 0      | 1      | 49    | 1     | 3     |
| Sous-total            | Sous-total             | Sous-total            | 187         | 1           | 9           | 14              | 1               | 0               | 14                | 0                 | 0                 | 1          | 0          | 0          | -                              | 48                             | 0                              | 1                              | 10     | 0      | 1      | 274   | 2     | 11    |
| 2011-2012             | Manchester City        | Premier League        | 28          | 0           | 4           | -               | -               | -               | 1                 | 0                 | 0                 | 1          | 0          | 0          | C1+C3                          | 4+3                            | 0+0                            | 0+0                            | 5      | 0      | 0      | 42    | 0     | 4     |
| 2012-2013             | Manchester City        | Premier League        | 28          | 0           | 2           | 4               | 0               | 0               | -                 | -                 | -                 | 1          | 0          | 0          | C1                             | 4                              | 0                              | 0                              | 2      | 0      | 0      | 39    | 0     | 2     |
| 2013-2014             | Manchester City        | Premier League        | 20          | 0           | 0           | 4               | 0               | 0               | 3                 | 0                 | 1                 | -          | -          | -          | C1                             | 4                              | 0                              | 0                              | 3      | 0      | 0      | 34    | 0     | 1     |
| 2014-2015             | Manchester City        | Premier League        | 23          | 1           | 3           | 1               | 0               | 0               | -                 | -                 | -                 | 1          | 0          | 0          | C1                             | 6                              | 0                              | 1                              | -      | -      | -      | 31    | 1     | 4     |
| 2015-2016             | Manchester City        | Premier League        | 14          | 0           | 1           | 2               | 0               | 0               | 4                 | 0                 | 0                 | -          | -          | -          | C1                             | 8                              | 0                              | 0                              | -      | -      | -      | 28    | 0     | 1     |
| 2016-2017             | Manchester City        | Premier League        | 25          | 1           | 0           | 5               | 0               | 0               | 2                 | 1                 | 0                 | -          | -          | -          | C1                             | 7                              | 0                              | 0                              | -      | -      | -      | 39    | 2     | 0     |
| Sous-total            | Sous-total             | Sous-total            | 138         | 2           | 10          | 16              | 0               | 0               | 10                | 1                 | 1                 | 3          | 0          | 0          | -                              | 36                             | 0                              | 1                              | 10     | 0      | 0      | 213   | 3     | 12    |
| 2017-2018             | İstanbul Başakşehir FK | Süper Lig             | 31          | 0           | 3           | 1               | 0               | 0               | -                 | -                 | -                 | -          | -          | -          | C1+C3                          | 4+5                            | 0                              | 1+0                            | -      | -      | -      | 41    | 0     | 4     |
| 2018-2019             | İstanbul Başakşehir FK | Süper Lig             | 25          | 1           | 1           | -               | -               | -               | -                 | -                 | -                 | -          | -          | -          | C3                             | 2                              | 0                              | 0                              | -      | -      | -      | 27    | 1     | 1     |
| 2019-2020             | İstanbul Başakşehir FK | Süper Lig             | 31          | 2           | 6           | 2               | 0               | 0               | -                 | -                 | -                 | -          | -          | -          | C1+C3                          | 2+10                           | 0+0                            | 0+2                            | -      | -      | -      | 45    | 2     | 8     |
| Sous-total            | Sous-total             | Sous-total            | 87          | 3           | 10          | 3               | 0               | 0               | -                 | -                 | -                 | -          | -          | -          | -                              | 23                             | 0                              | 3                              | -      | -      | -      | 113   | 3     | 13    |
| 2020-2021             | Servette FC            | Super League          | 23          | 0           | 2           | 1               | 0               | 0               | -                 | -                 | -                 | -          | -          | -          | -                              | -                              | -                              | -                              | -      | -      | -      | 24    | 0     | 2     |
| 2021-2022             | Servette FC            | Super League          | 29          | 0           | 2           | -               | -               | -               | -                 | -                 | -                 | -          | -          | -          | C4                             | 2                              | 0                              | 0                              | -      | -      | -      | 31    | 0     | 2     |
| 2022-2023             | Servette FC            | Super League          | 27          | 1           | 1           | 1               | 0               | 0               | -                 | -                 | -                 | -          | -          | -          | -                              | -                              | -                              | -                              | -      | -      | -      | 28    | 1     | 1     |
| Sous-total            | Sous-total             | Sous-total            | 79          | 1           | 5           | 2               | 0               | 0               | -                 | -                 | -                 | -          | -          | -          | -                              | 2                              | 0                              | 0                              | -      | -      | -      | 83    | 1     | 5     |
| Total sur la carrière | Total sur la carrière  | Total sur la carrière | 506         | 7           | 36          | 35              | 1               | 0               | 24                | 1                 | 1                 | 4          | 0          | 0          | -                              | 109                            | 0                              | 5                              | 20     | 0      | 1      | 698   | 9     | 43    |

### Liste des matches internationaux
| Matches internationaux de Gaël Clichy | Matches internationaux de Gaël Clichy | Matches internationaux de Gaël Clichy                    | Matches internationaux de Gaël Clichy | Matches internationaux de Gaël Clichy | Matches internationaux de Gaël Clichy | Matches internationaux de Gaël Clichy |
| #                                     | Date                                  | Lieu                                                     | Adversaire                            | Résultat                              | Compétition                           | Notes                                 |
| ------------------------------------- | ------------------------------------- | -------------------------------------------------------- | ------------------------------------- | ------------------------------------- | ------------------------------------- | ------------------------------------- |
| 1.                                    | 10 septembre 2008                     | Stade de France, Saint-Denis, France                     | Serbie                                | 2 - 1                                 | Éliminatoires Mondial 2010            | Titulaire.                            |
| 2.                                    | 14 octobre 2008                       | Stade de France, Saint-Denis, France                     | Tunisie                               | 3 - 1                                 | Match amical                          | Titulaire.                            |
| 3.                                    | 14 octobre 2009                       | Stade de France, Saint-Denis, France                     | Autriche                              | 3 - 1                                 | Éliminatoires Mondial 2010            | Titulaire.                            |
| 4.                                    | 30 mai 2010                           | Stade du 7 novembre, Radès, Tunisie                      | Tunisie                               | 1 - 1                                 | Match amical                          | 64e à la place de Patrice Evra.       |
| 5.                                    | 22 juin 2010                          | Free State Stadium, Bloemfontein, Afrique du Sud         | Afrique du Sud                        | 2 - 1                                 | Coupe du monde 2010                   | Titulaire.                            |
| 6.                                    | 3 septembre 2010                      | Stade de France, Saint-Denis, France                     | Biélorussie                           | 0 - 1                                 | Éliminatoires Euro 2012               | Titulaire.                            |
| 7.                                    | 7 septembre 2010                      | Stade Asim Ferhatović Hase, Sarajevo, Bosnie-Herzégovine | Bosnie-Herzégovine                    | 0 - 2                                 | Éliminatoires Euro 2012               | Titulaire.                            |
| 8.                                    | 9 octobre 2010                        | Stade de France, Saint-Denis, France                     | Roumanie                              | 2 - 0                                 | Éliminatoires Euro 2012               | Titulaire.                            |
| 9.                                    | 12 octobre 2010                       | Stade Saint-Symphorien, Longeville-lès-Metz, France      | Luxembourg                            | 2 - 0                                 | Éliminatoires Euro 2012               | Titulaire.                            |
| 10.                                   | 29 mars 2011                          | Stade de France, Saint-Denis, France                     | Croatie                               | 0 - 0                                 | Match amical                          | Titulaire.                            |
| 11.                                   | 10 août 2011                          | Stade de la Mosson, Montpellier, France                  | Chili                                 | 1 - 1                                 | Match amical                          | Titulaire.                            |
| 12.                                   | 31 mai 2012                           | Stade Auguste-Delaune, Reims, France                     | Serbie                                | 2 - 0                                 | Match amical                          | Titulaire.                            |
| 13.                                   | 15 juin 2012                          | Donbass Arena, Donetsk, Ukraine                          | Ukraine                               | 0 - 2                                 | Euro 2012                             | Titulaire.                            |
| 14.                                   | 19 juin 2012                          | Stade olympique, Kiev, Ukraine                           | Suède                                 | 2 - 0                                 | Euro 2012                             | Titulaire.                            |
| 15.                                   | 23 juin 2012                          | Donbass Arena, Donetsk, Ukraine                          | Espagne                               | 2 - 0                                 | Euro 2012                             | Titulaire.                            |
| 16.                                   | 12 octobre 2012                       | Stade de France, Saint-Denis, France                     | Japon                                 | 0 - 1                                 | Match amical                          | Titulaire.                            |
| 17.                                   | 22 mars 2013                          | Stade de France, Saint-Denis, France                     | Géorgie                               | 3 - 1                                 | Éliminatoires Mondial 2014            | Titulaire.                            |
| 18.                                   | 14 août 2013                          | Stade Roi Baudouin, Bruxelles, Belgique                  | Belgique                              | 0 - 0                                 | Match amical                          | Titulaire.                            |
| 19.                                   | 10 septembre 2013                     | Stade central, Gomel, Biélorussie                        | Biélorussie                           | 2 - 4                                 | Éliminatoires Mondial 2014            | Titulaire.                            |
| 20.                                   | 11 octobre 2013                       | Parc des Princes, Paris, France                          | Australie                             | 6 - 0                                 | Match amical                          | 64e à la place de Patrice Evra.       |

## Palmarès

### En club

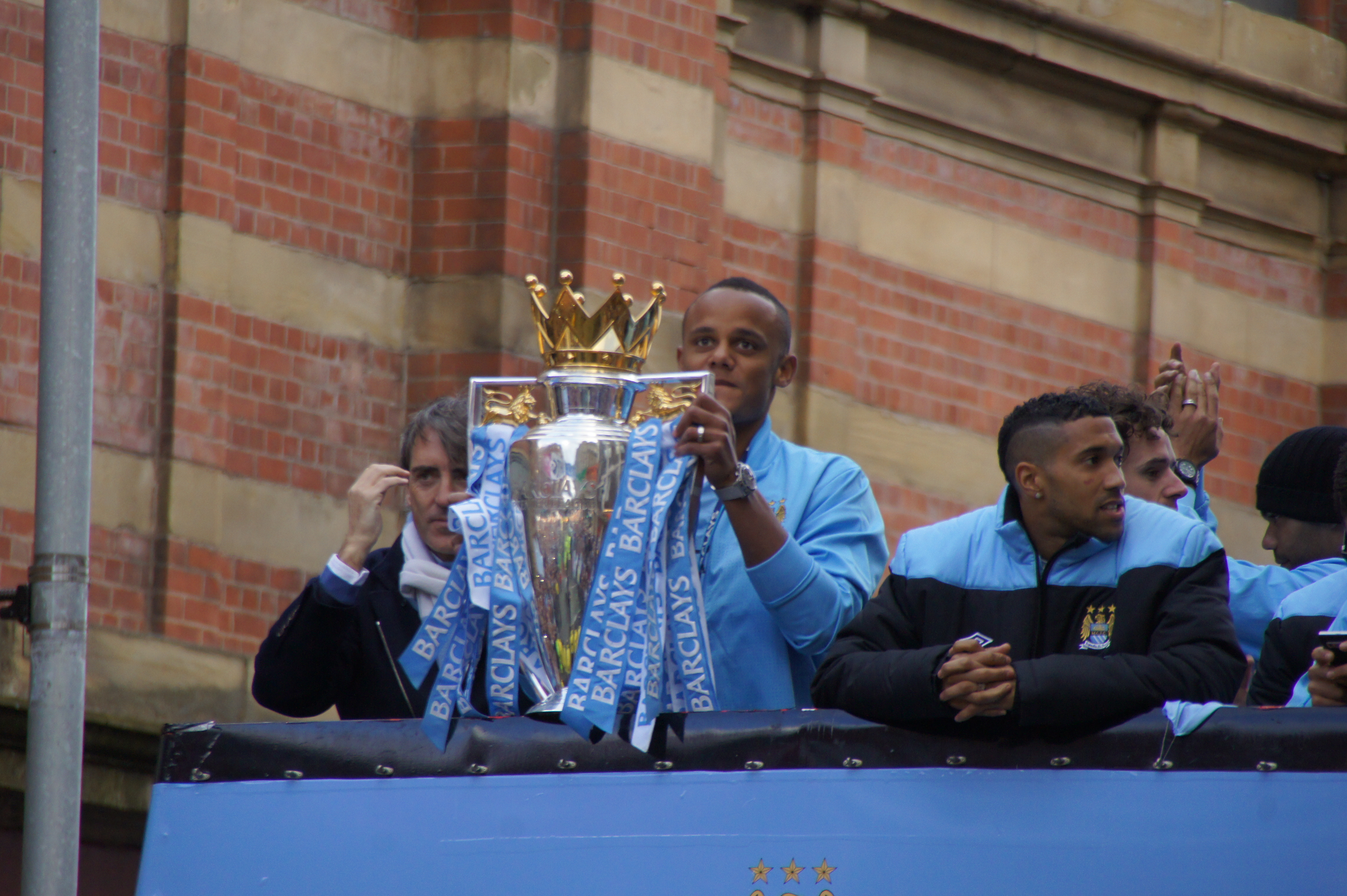
Clichy (à droite) fêtant le titre de champion d'Angleterre 2012 aux côtés de Kompany.

Il est champion d'Angleterre à trois reprises en 2004 avec Arsenal puis en 2012 et 2014 avec Manchester City. Il remporte la Coupe de la Ligue en 2014 et 2016 avec Manchester City après avoir été finaliste malheureux en 2011 sous les couleurs d'Arsenal. Il remporte également la Community Shield à deux reprises en  2004 avec Arsenal et en 2012 avec Manchester City et finaliste du trophée en 2011 et 2014 à chaque fois avec Manchester City.
Il est champion de Turquie en 2020 avec Istanbul Başakşehir.

### En sélection
Avec les équipes françaises de jeunes, il remporte le Tournoi de Toulon en 2004 après avoir été vice-champion d'Europe des moins de 17 ans en 2002.

### Distinction personnelle
Sous les couleurs de Arsenal, il est nommé dans l'équipe type de Premier League en 2008.